# Levendaal (straat)
Het Levendaal is een weg en voormalige gracht in de binnenstad van de Nederlandse stad Leiden. De ongeveer 700 meter lange weg loopt van de Garenmarkt oostelijk tot aan het Plantsoen/Plantage waar de Plantagelaan de weg met de Hoge Rijndijk verbindt.
Het Levendaal is in de periode 1386 - 1389 gegraven als vestgracht voor een nieuwe voorstad "op de hoge woerd", dat wil zeggen op een hoger gelegen stuk grond ten zuiden van de Rijn, waarvan de naam ook terugkomt in de straatnaam Hogewoerd. Waarschijnlijk volgde de nieuwe gracht het beloop van een reeds bestaande afwateringssloot. De naam Levendaal is pas ontstaan toen de vestgracht
woongracht was geworden. Het is vermoedelijk een verenging van "in Levendael", dat wil zeggen de naam die toen voor dit gebied gebruikt werd.
Het langste deel van de gracht werd tussen 1934 en 1936 gedempt. De Spekkenbrug werd hierbij afgebroken. Het Kort Levendaal, het stuk tussen de Garenmarkt/Steenschuur en de Korevaarstraat, werd  uiteindelijk in 1962 gedempt. 
Aan het Levendaal waren enkele flinke fabrieken gevestigd: N.V. Koninklijke Zeep-, Eau de cologne-, en parfumeriënfabriek v/h Sanders & Co., aan de noordelijke zijde tussen Korevaarstraat en Sint Jorissteeg, en Leidsche Textielfabrieken Van Wijk, in het blok tussen Hogewoerd, Bolwerkstraat, Levendaal en Rijnstraat.
In de huidige situatie is het Levendaal met uitzondering van het Kort Levendaal ingericht als doorgaande tweebaansweg met vrijliggende fietspaden.

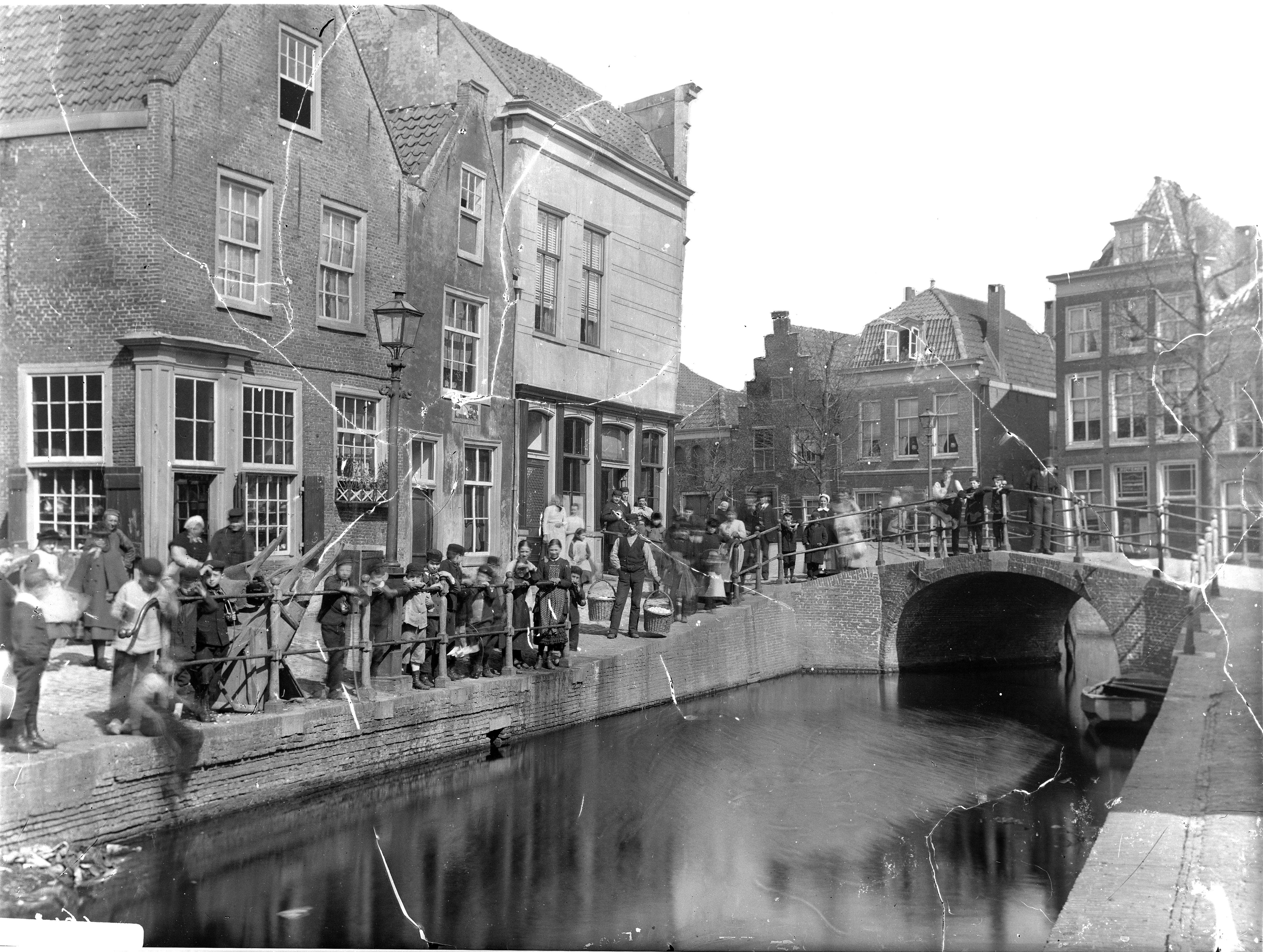
De Spekkenbrug
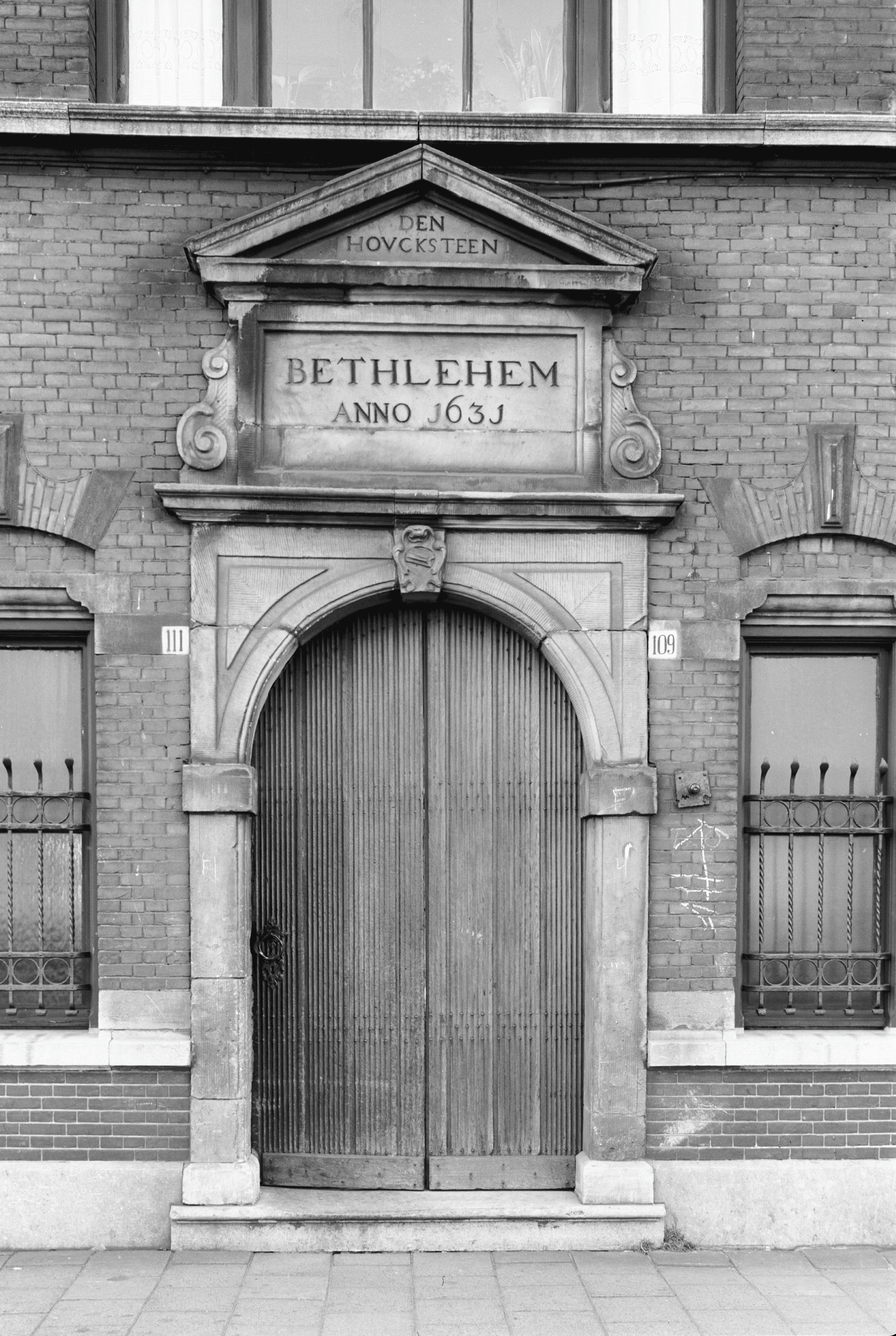
Ingang Bethlehemshof, Levendaal 109 (1964)
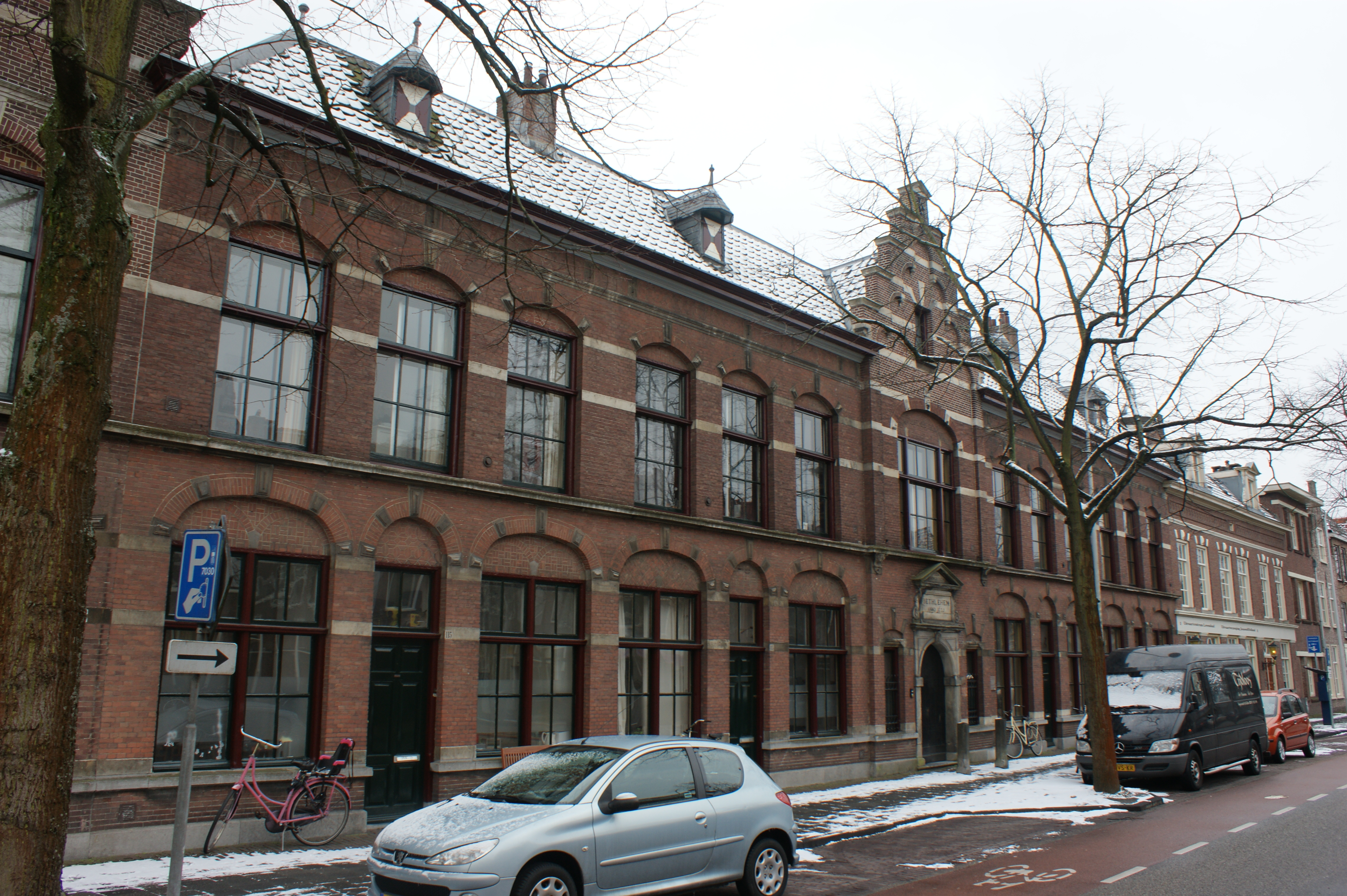
Levendaal 107-115 (2010)
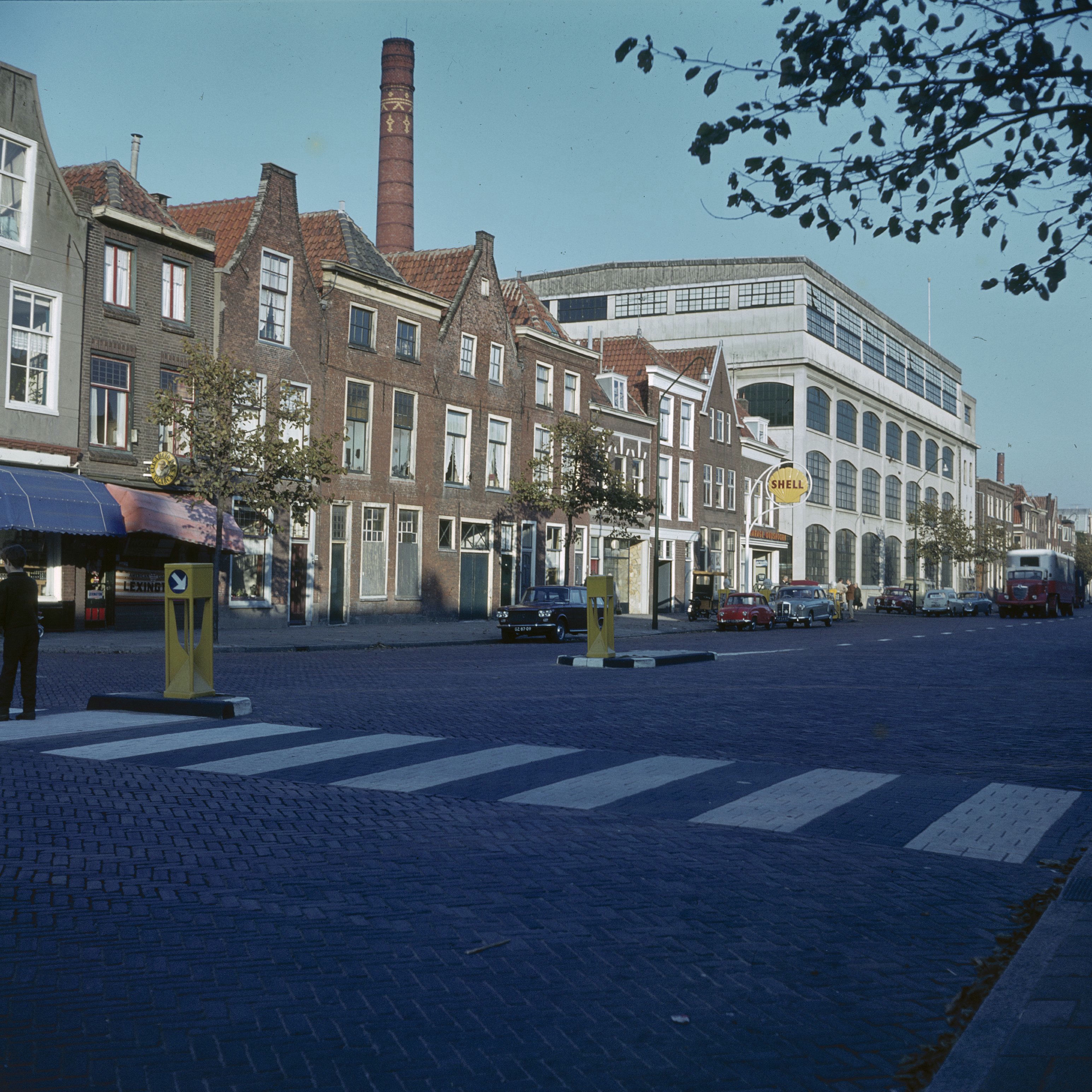
Straatbeeld (ca. 1964)